# 普羅米修斯火山

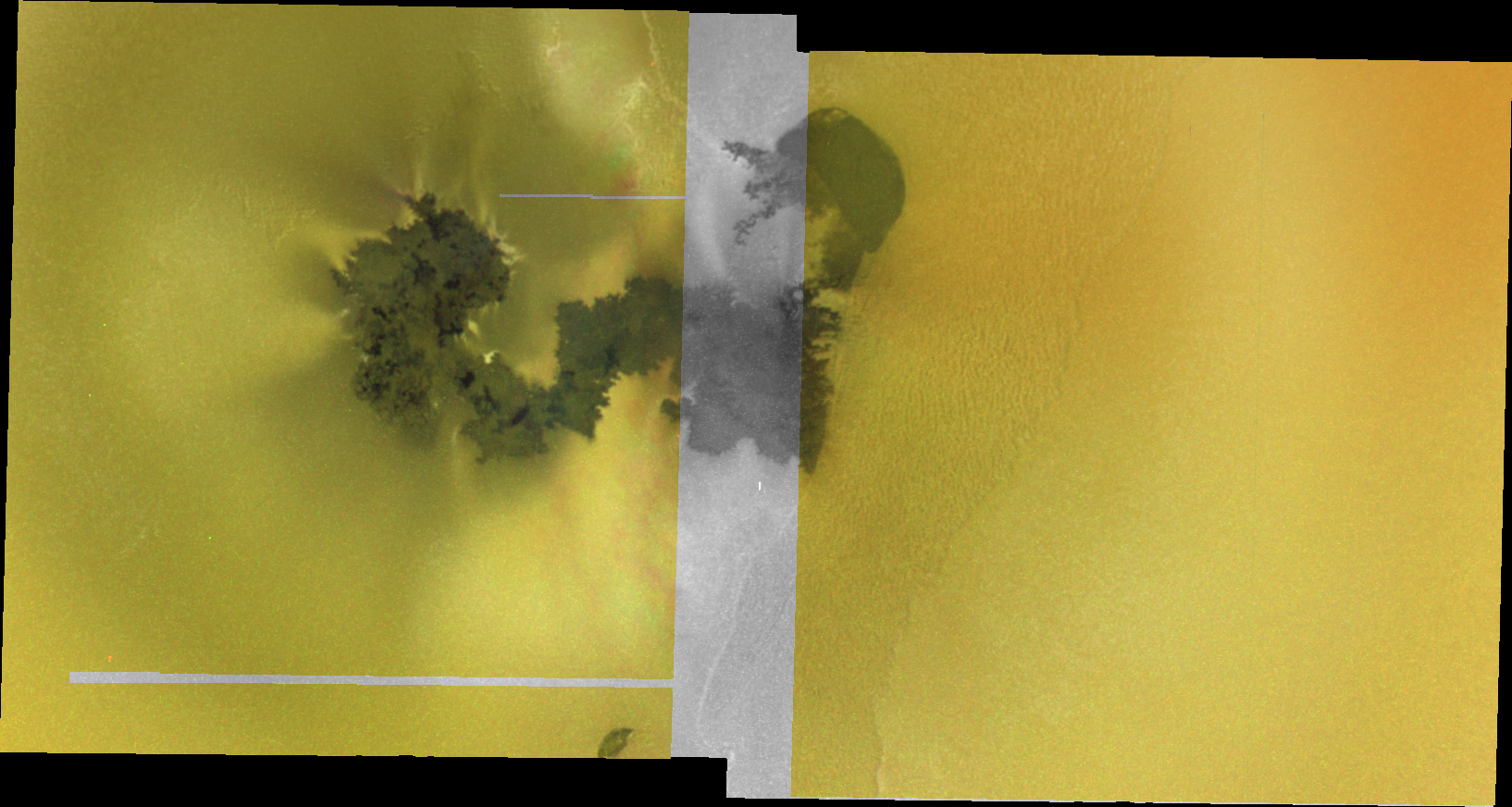
伽利略探测器拍摄的普罗米修斯火山及喷发束流的彩拼图。右上部暗黑区是卵状般的普罗米修斯火山口；岩浆源喷孔位于其正下方的狭窄“颈脖”处。从后者始，是向左延伸的西部熔岩流场，大部分的二氧化硫喷流都是从左侧端的熔岩流场边缘区喷发出来的。

普罗米修斯火山（Prometheus）是木星的卫星—木卫一上的一座活火山，它位于面向木星半球的南纬1.52度，西经153.94度处。 
 
 

## 描述
普罗米修斯火山是由一座28公里（17英里）宽的普罗米修斯火山口和一条100公里（62英里）长的混合熔岩流所构成，环四周覆盖着微红的硫磺和圆形、发亮的二氧化硫火山喷发物。1979年3月，从旅行者1号探测器拍摄的照片中首次观测到了该火山，同年稍晚，国际天文联合会以希腊火神普罗米修斯之名命名了该特征。 
普罗米修斯为一处火山喷发点，自与1979年旅行者1号交会以来，该火山一直在持续喷发。在与旅行者1号交会和伽利略号探测器首次观测之间，又形成了一块6700平方公里（2600平方英里）的熔岩流场。后来伽利略探测器对该熔岩流场的观测显示出许多小的断裂处，尤其是在熔岩流场的西端。
 
普罗米修斯火山是两道火山喷发束流的源头地：一束较小、富硫的喷流源自熔岩流场东端的岩浆源喷孔；另一束高达75到100公里（47到62英里）、富含二氧化硫尘埃的喷流柱是从另一端活跃的岩浆流锋所喷发出来的。前者在普罗米修斯熔岩流场东面形成了一片弥散的红色沉积区，而后者环整个火山和熔岩流周边形成一片明亮的圆形沉积区。富含二氧化硫的喷流是覆盖在熔岩流场西端的二氧化硫霜因受热蒸发而成，是多个断裂处产生的气体和尘埃混合而成的可见尘埃喷流。旅行者1号、 伽利略号和新视野号在每次恰当的拍摄时机都观测到了普罗米修斯的喷发流束。
 

## 另请参阅
- 木衛一表面特徵列表
- 木衛一